# Pseudocreobotra
A Pseudocreobotra a rovarok (Insecta) osztályának fogólábúak (Mantodea) rendjébe, ezen belül a Hymenopodidae családjába tartozó nem.

## Tudnivalók
A Pseudocreobotra-fajok előfordulási területe a Szahara alatti Afrika. Megjelenésileg igen hasonlítanak az ázsiai Creobroter nembeli fajokra, azonban a két csoport nem áll közeli rokonságban egymással. Az idetartozó rovarok könnyen tarthatók és szaporíthatók fogságban.

## Rendszerezés
A nembe az alábbi 3 faj tartozik (meglehet, hogy a lista hiányos):
- Pseudocreobotra amarae Rehn, 1901
- Pseudocreobotra ocellata Beauvois, 1805
- Pseudocreobotra wahlbergi Stål, 1871

## Fordítás

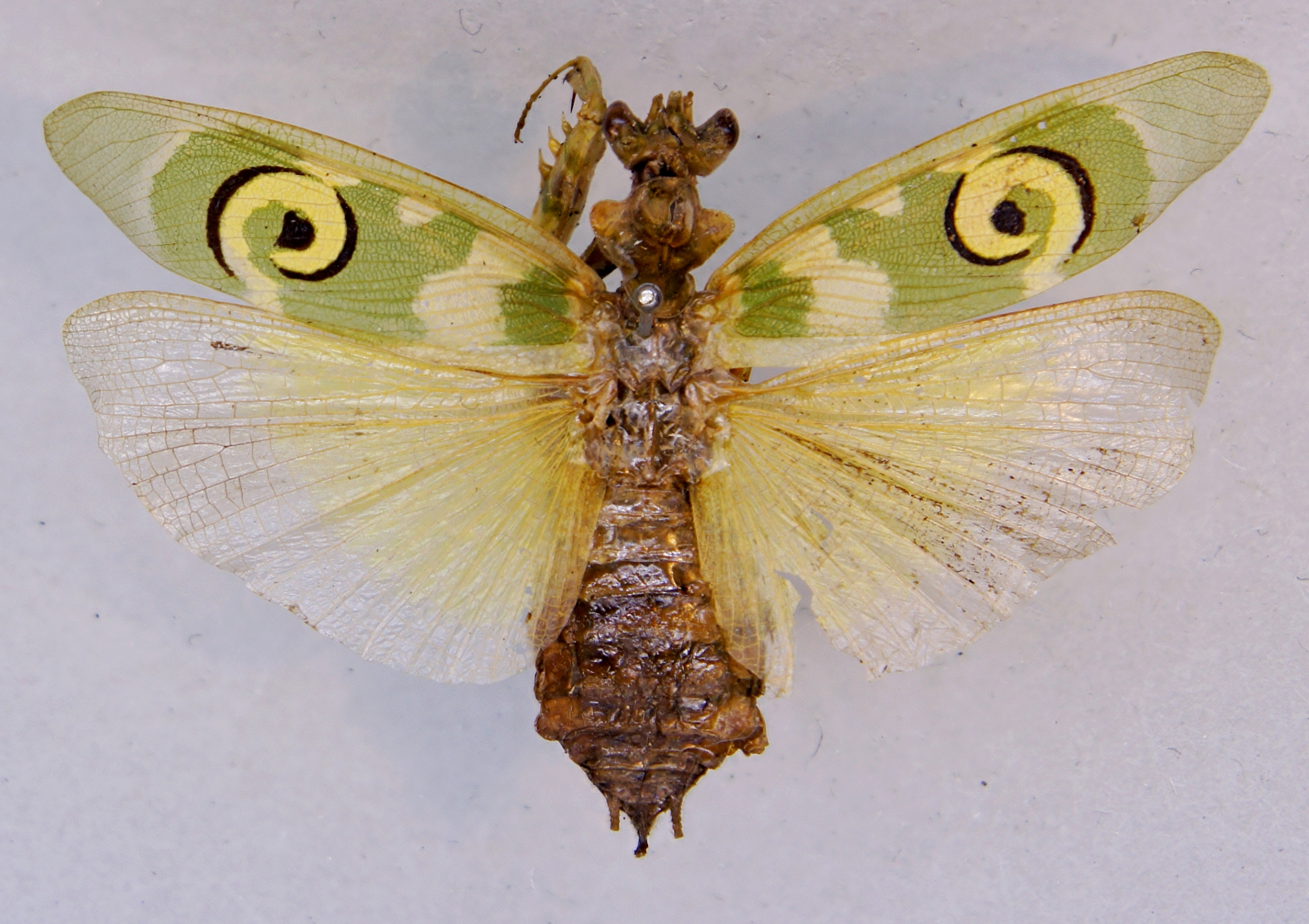
Pseudocreobotra ocellata

- Ez a szócikk részben vagy egészben  a   Pseudocreobotra című angol Wikipédia-szócikk ezen változatának fordításán alapul.  Az eredeti cikk szerkesztőit annak laptörténete sorolja fel. Ez a jelzés csupán a megfogalmazás eredetét és a szerzői jogokat jelzi, nem szolgál a cikkben szereplő információk forrásmegjelöléseként.